# Зал для игры в мяч (Прага)
Зал для игры в мяч (чеш. Míčovna) — постройка в Королевском саду Пражского Града, созданная в 1567—1569 Бонифацем Вольмутом в духе ренессанса. В 1962 году признана памятником культуры Чешской республики.
Из-за грубых пропорций и некоторых деталей (консоли над архивольтами) можно говорить об отставании от итальянской архитектуры того времени, хотя некоторые элементы являются прогрессивными. Можно считать, что здесь впервые появился намек на гигантский ордер, новаторская раскреповка карниза. Главный карниз говорит о том, что автор хорошо знал теоретический трактат Себастьяна Серлио. В целом постройка демонстрирует, как за два десятилетия творчество Вольмута прошло путь от готики до ренессанса. Северная сторона здания богато украшена сграффито.
Изначально сооружение предназначалось для игр с мячом, до конца XVII века оно переняло функции манежа, потом конюшен. При Иосифе II в нём располагались военные склады. В XX веке здание пострадало от военных действий, перенесло пожар, после чего от него остались только внешние несущие стены.
В 1952 году была произведена реконструкция по проекту Павла Янака, но зал не сделали доступным общественности. Открыт он был только в 1989 году и теперь используется большей частью для выставок, концертов и общественных мероприятий.